# Спомен дом и Спомен музеј на Стеванским ливадама
Спомен дом и Спомен музеј на Стеванским ливадама се налази у Сиколу и под заштитом је Завода за заштиту споменика културе Ниш. С обзиром да представља значајну историјску грађевину, проглашен је непокретним културним добром Републике Србије.

## Историја
Стеванске ливаде — Беле воде се налазе у подножју планине Дели Јован, северозападно од Сикола и представљају место сукоба Крајинског партизанског одреда са четницима Косте Пећанца. Овде су 29. септембра 1941. године изненада напали Штаб Крајинског одреда који је био смештен у колиби која је после Другог светског рата преуређена у Спомен музеј и убили политичког комесара и народног хероја Љубомира Нешића и још десетак првобораца. После рата је изграђен Спомен дом и Спомен музеј крајинског партизанског одреда, а тиме је овај простор на коме је вођена борба постао знаменито историјско место. У централни регистар је уписан 30. јуна 1984. под бројем АН 11, а у регистар Завода за заштиту споменика културе Ниш 25. марта 1983. под бројем АН 3.